# Cantó de Nantes-5
El cantó de Nantes-5 (bretó Kanton Naoned-5) és una divisió administrativa francesa situat al departament de Loira Atlàntic a la regió de Loira Atlàntic, però que històricament ha format part de Bretanya.

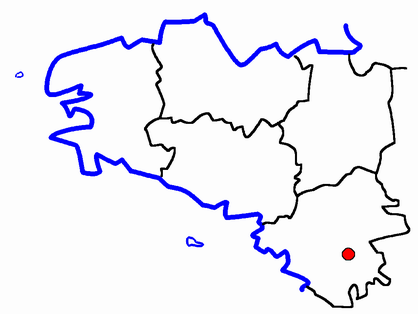
Situació del cantó

## Composició
El cantó aplega el quartier Malakoff-Saint-Donatien de la comuna de Nantes.

## Història
| Data d'elecció                           | Identitat    | Partit | Qualitat |
| ---------------------------------------- | ------------ | ------ | -------- |
| 1985-                                    | Claude Seyse | PS     |          |
| les dades anteriors no són pas conegudes |              |        |          |
|                                          |              |        |          |